# Unión Social Republicana de Asalariados de Chile
Unión Social Republicana de Asalariados de Chile (USRACh) fue una colectividad política chilena, formada en octubre de 1925 por elementos comunistas, socialistas y corporativistas, de corte sindical y obrero.
El partido intentó captar el voto mayoritariamente de los obreros de minas del norte del país, donde se estaba concentrado la figura de Luis Emilio Recabarren y su Partido Obrero Socialista. Los social republicanos consideraban la figura de Recabarren como un burgués que pretendía usar los votos del proletariado, no consideraban al socialismo como verdaderos defensores de los intereses del pueblo.
José Santos Salas fue su primer y único candidato a la presidencia. Fue candidato a Presidente de la República en las primeras elecciones regidas por la nueva constitución de 1925, pero fue derrotado por las fuerzas tradicionales que llevaron a Emiliano Figueroa Larraín. Para la fecha de la elección presidencial de 1925 el partido había captado bastante atención de otros sectores laborales de la capital, los trabajadores burocráticos, aquellos empleados del Estado y otras entidades públicas.

## Historia

### Fundación
Los antecedentes del origen de la USRACH están ligados a los hechos posteriores a la renuncia del presidente de la República Arturo Alessandri Palma. Pronto a terminar su período presidencial, Alessandri debía llamar a elecciones parlamentarias y presidenciales cuando sectores contrarios a los partidos políticos tradicionales levantan la candidatura del coronel, entonces ministro de Guerra, Carlos Ibáñez del Campo. En este contexto Alessandri le exigió a Ibáñez presentar su renuncia al gabinete ministerial, petición a la cual este último se negó. Ante esta posibilidad inminente de otro golpe de Estado, el presidente no tuvo más alternativa que presentar su renuncia a la presidencia y el 2 de octubre de 1925 dejó a cargo del gobierno, ahora en calidad de vicepresidente, al entonces ministro del Interior Luis Barros Borgoño.

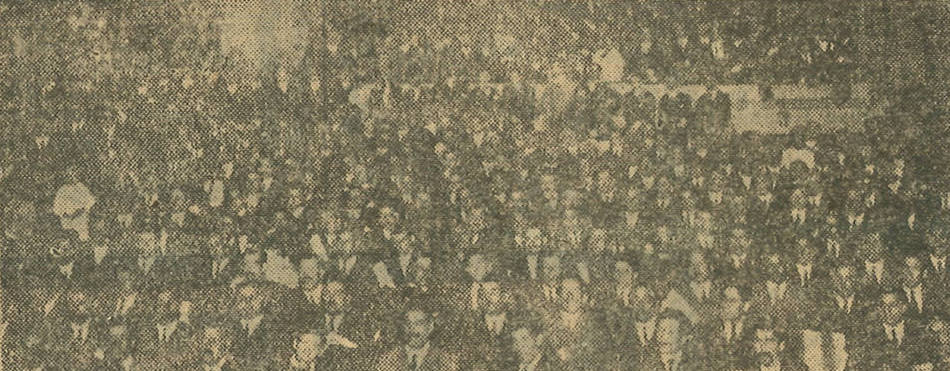
Constitución de la Unión Social Republicana de los Asalariados de Chile, 4 de octubre de 1925.

Luego de estos sucesos los partidos políticos se unieron con la finalidad de levantar una candidatura única a la presidencia. De este modo, se acordó apoyar al liberal-democrático Emiliano Figueroa Larraín. Su proclamación se realizó el 5 de octubre de 1925. A pesar del consenso demostrado por los partidos políticos tradicionales, la proclamación de Figueroa como candidato a la presidencia no fue bien recibida por elementos populares, quienes no se veían representados por él. Ante este contexto, los grupos populares se terminaron uniendo en el denominado Comité Ejecutivo Nacional de Asalariados, para terminar conformado la Unión Social Republicana de Asalariados de Chile. Los «asalariados» como se autodenominaban, celebraron una Gran Convención el 4 de octubre de 1925 en el Teatro O'Higgins de Santiago, donde se le dio el carácter de partido político a esta alianza de elementos populares. Durante la realización de esta convención, se proclamó la candidatura presidencial del líder de los «asalariados», el doctor José Santos Salas, quien se hasta ese momento de había desempeñado como ministro de Higiene. 
Una vez organizado como partido político, la USRACH se estructuró, y el Comité organizador, explica el movimiento, señalando:

Este movimiento de los asalariados tiene dos finalidades principales: evitar que lleguen a la dirección del país los políticos profesionales que volcaron a la República, el 5 de septiembre; y empujar al asalariado chileno que se ocupe de la marcha general del país, tomando parte directa de la conducción de sus destinos.

Durante la convención del 4 de octubre de 1926, se aprobó el programa del partido que se convirtió en su base. Entre los puntos principales del programa se encuentran que la USRACH hizo suyo el manifiesto de la juventud militar de septiembre de 1924 y reiterado el 23 de enero de 1925. Además, que la unión «luchó contra los factores que contribuyen al aniquilamiento de la raza». Finalmente proponían la «fijación de un plan general de enseñanza» y la «nacionalización de las riquezas naturales del país (salitres, cobre, carbón, etc.)».

### Candidatura presidencial de Santos

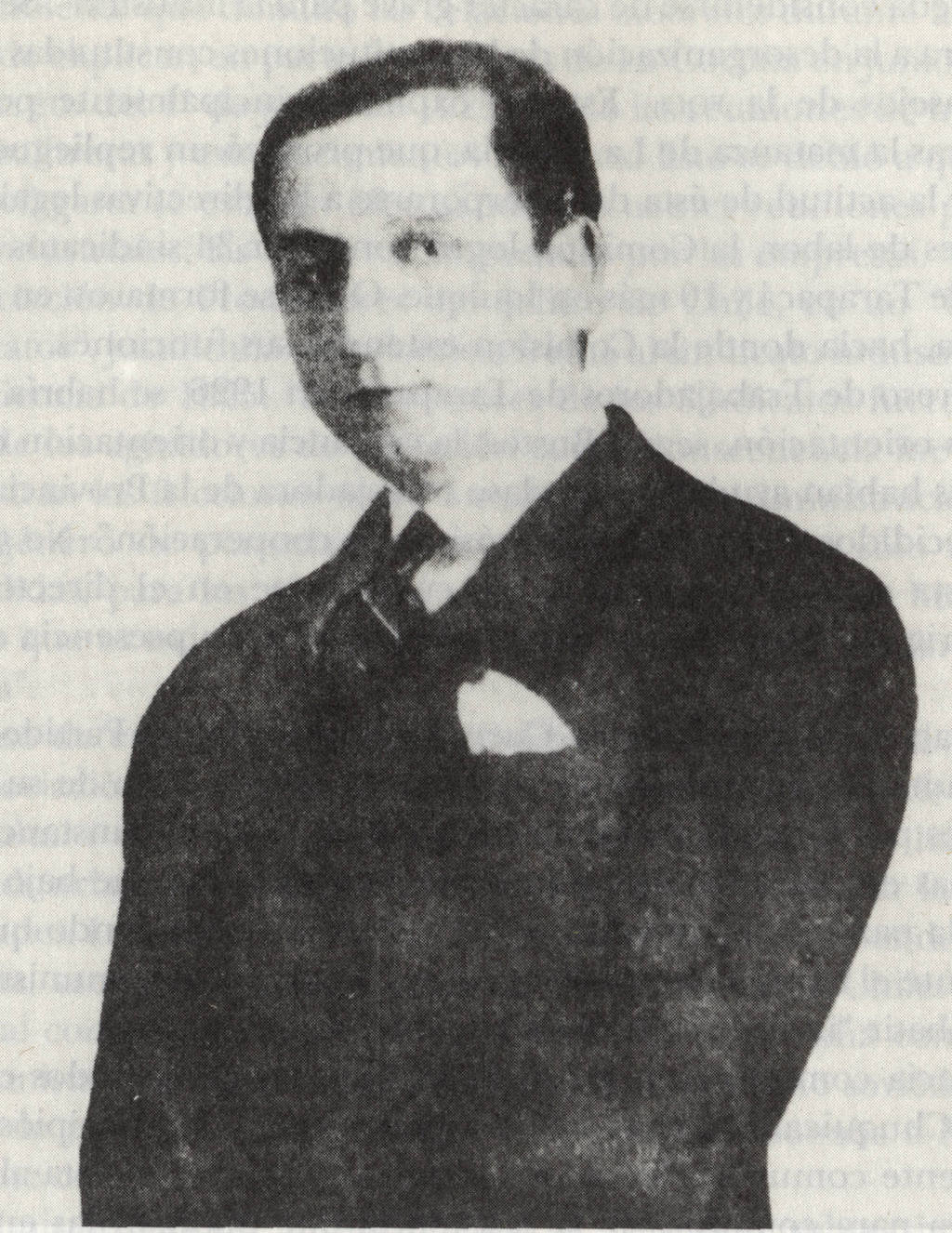
José Santos Salas, candidato presidencial del partido en 1925.

La Unión Social Republicana de Asalariados de Chile se fue constituyendo como partido a medida que se convirtió en un movimiento de avanzada, que fue capaz de aglutinar entre sus filas a sectores de distintas tendencias, socialistas y comunistas, además de todos aquellos grupos cercanos al sector obrero.
Una vez estructurado luego de la Gran Convención del 4 de octubre, todos los esfuerzos de la USRACH se avocaron a la campaña presidencial de su candidato, el doctor José Santos Salas. La elección se llevó a cabo el 24 de octubre de 1925 y, a pesar del entusiasmo de los «asalariados», Salas fue derrotado por el candidato de los partidos políticos tradicionales, el liberal-democrático Emiliano Figueroa Larraín; el candidato oficialista obtuvo 186 187 votos, equivalente al 71,53%; mientras que el candidato de la USRACH, logró 74 091 votos, equivalente al 28,3% del total de sufragios emitidos. A pesar de la derrota, la candidatura de Santos marcó precedentes, pues logró aglutinar a las incipientes fuerzas de izquierda. De inmediato los miembros de la USRACH se mostraron disconformes con el resultado de la elección, generando serias protestas, por medio de mítines y discursos.
A tanto llegó la agitación que el Comité Ejecutivo Nacional de Asalariados llamó a un «paro general» para el 26 de octubre de 1925 declarando:

Las innumerables denuncias de cohecho, atropellos e incorrecciones cometidas por los partidos políticos en la jornada electoral del 24 del presente, que vienen a adulterar el resultado legítimo del triunfo que habríamos obtenido de no mediar estas circunstancias, han determinado a este Comité Ejecutivo la resolución de decretar un paro general en el país, a contar desde hoy lunes 26, a las 6 de la mañana, para pedir al gobierno la anulación de la elección en toda la República, lo que hará el Comité esta tarde a las 4:30 p.m. Santiago, 25 de octubre. El Comité Ejecutivo Nacional de los Asalariados.

Tal como señaló el llamado del Comité Ejecutivo Nacional de los Asalariados, el día 26 de octubre a las cuatro de la tarde, dicho estamento le entregó al Vicepresidente de la República, Luis Barros Borgoño, un petitorio que reafirmaba su demanda de anular las elecciones. En vista de todo este clima de agitación el gobierno decretó estado de sitio el 27 de octubre de 1925, día en que además, se respondió al petitorio que solicitaba la anulación. En dicho documento, el gobierno señaló que los reclamos en torno al acto electoral eran de competencia del Tribunal Calificador de Elecciones y no del gobierno.

### Elecciones parlamentarias de 1925 y disolución
Finalmente el difícil escenario se tranquilizó, asumió Emiliano Figueroa Larraín y la USRACH se concentró en las elecciones parlamentarias que se aproximaban. Para evitar la contienda electoral se recurrió a la disposición constitucional que señalaba que si había un número igual de candidatos como cargos a elegir, no era obligatorio convocar a la ciudadanía a elecciones. El presidente Figueroa fue elegido como el árbitro encargado de dar a conocer la cuota de cargos obtenidos por cada partido político. Aunque en desmedro de los resultados obtenidos por los partidos políticos tradicionales, la USRACH, obtuvo 3 senadores y 9 diputados, entre los cuales se encuentran los parlamentarios Manuel Hidalgo; Carlos Contreras Labarca; Ramón Sepúlveda Leal; Luis Víctor Cruz; Manuel Bart y Salvador Barra.
Junto al Partido Demócrata, la Unión Social Republicana de los Asalariados rechazaron el fallo del árbitro, por lo cual no se llevó a efecto. Luego de la realización de estas elecciones, la USRACH sufrió una reestructuración de la mano de los diputados Luis Ayala y Manuel Bart, quienes prepararon y convocaron a una Convención. En diciembre de 1926, y siguiendo la búsqueda de dotar a la USRACH de una estructura partidaria propia, se realizó en Santiago la Convención de los Asalariados de Chile. Estuvieron presentes diversos delegados, algunos del Comité Ejecutivo Nacional de 1925, y otros miembros ligados a organizaciones obreras, como el tipógrafo Florencio Rosas quien presidió la instancia y Roberto Meza; Eugenio González Rojas y Óscar Schnake. Se excluyeron de esta convención representantes del comunismo.
En dicha convención se reunieron representantes de todos los gremios de asalariados del país, acordándose dotar a la Unión de una estructura organizacional formal, creando el Comité Ejecutivo Central. Además, en dicha instancia se aprobaría el nuevo programa de la Unión, que en adelante se denominaría partido de los asalariados. El programa expresaba:

El partido de los asalariados es una colectividad social política constituida por individuos que viven de una profesión u oficio y de los que simpaticen con la reivindicación total del proletariado y acepten en todas sus partes el programa del partido. Sus finalidades son: Combatir el régimen capitalista de producción y la organización actual del Estado y cambiarlo por uno de cooperación y sindicalismo.

Propicia la liberación económica de los asalariados mediante la socialización de los medios de productivos, la liberación del usufructúo social de la propiedad, la transformación de las instituciones políticas y administrativas del Estado en organismos funcionales a base gremial.
Sostiene que la realización de estas aspiraciones no será posible por el predominio de una clase en la dirección del Estado sino por la organización sindical de los asalariados y por su capacitación técnica y moral. Consecuente con estas declaraciones el Partido de los Asalariados propicia la integridad del Sindicato.

Mientras subsista el régimen capitalista luchar dentro de los organismos políticos del Estado como un medio para defender los intereses de los asalariados y abrir paso al cumplimiento de sus ideales.

La Unión Social Republicana de los Asalariados de Chile siguió estando presente en la arena política, inclusive se pronunció en el Congreso levantando una acusación constitucional contra el ministro del Interior Maximiliano Ibáñez dicha acusación no prosperó. Más tarde, al asumir la presidencia Carlos Ibáñez del Campo, la Unión fue disuelta, y mientras algunos de sus integrantes fueron perseguidos y otros tantos desterrados, otros como el propio Santos Salas se hicieron ibañistas y apoyaron al gobierno.

## Resultados electorales

### Parlamentarias
| Elección | Diputados | Diputados  | Diputados | Senadores | Senadores  | Senadores |
| Elección | Votos     | % de votos | Escaños   | Votos     | % de votos | Escaños   |
| -------- | --------- | ---------- | --------- | --------- | ---------- | --------- |
| 1925     | s/i       |            | 9/132     | s/i       |            | 2/45      |